# Alsapan
Alsapan est une entreprise familiale spécialisée dans la fabrication de meubles en kit, plans de travail et de sols stratifiés.

## Historique
L'entreprise est créé en 1972 par Joseph Strub, artisan menuisier, afin d'industrialiser sa production. Trois de ses enfants, poursuivent alors le développement de la société. Alsapan fait son entrée en bourse vers la fin des années 1990, 22 ans plus tard, la famille du fondateur décide de racheter les parts des actionnaires extérieurs, afin que l'entreprise redevienne une entreprise familiale.
Le groupe alsacien et familial Alsapan est l'un des quatre plus importants fabricants de meubles en kit français (avec Gautier, Parisot et Demeyere). Il est aussi le dernier à fabriquer en France des sols stratifiés.
Ikea et le groupe Adeo (Leroy Merlin, Bricoman, Weldom) absorbent les deux tiers de la production.

## Implantations
La société possède 5 usines à travers la France, dont 3 sont implantés en Alsace :
- Marlenheim ;
- Erstein ;
- Wasselonne ;
- La Courtine ;
- Boulay-Moselle[5].

Le quart de sa production de sols stratifiés est principalement destinée à l'exportation dans des pays tels que la Grande-Bretagne, Singapour, le Moyen-Orient, l'Italie ou encore l'Espagne.